# Ćuštica
Ćuštica (cyr. Ћуштица) – wieś w Serbii, w okręgu zajeczarskim, w gminie Knjaževac. W 2011 roku liczyła 166 mieszkańców.